# 小林芳秀
小林 芳秀（こばやし よしひで、生没年不詳）とは、明治時代の浮世絵師。

## 来歴
師系・経歴不明。名は英次郎、浅草区平右衛門町一番地に住む。作画期は明治10年代とされ、明治17年（1884年）頃に玩具絵を出している。